# Machteld Ramoudt
Machteld Ramoudt (Roeselare, 24 november 1952) is een Belgische actrice. Ze is moeder van een adoptiekind en woont te Roeselare.

## Televisieseries
- Chantal (2025) - als Liliane Bellens
- Albatros (2020) - als Rita, moeder van Martine
- Gent-West (2017-2019) - als moeder Deloo
- Cordon (2016) - als oma van Anneleentje
- Marsman (2014) - als Yvonne
- Ghost Rockers (2014-2015) - als Isabella Vermeer
- Zone Stad (2013) - als Karin Impens
- Danni Lowinski (2012) - als Monique Ceuleers
- Red Sonja (2011-2012) - als Rosalie
- Flikken (2009) - als Yvonne de Vreese
- Zone Stad (2008) - als Mia
- Aspe (2008) - als buurvrouw
- Happy Singles (2008)
- Café Majestic (2002) - als schoonmoeder
- Café Majestic (2000) - als Ma Bert
- Pauline & Paulette (2001) - Begeleidster
- 2 Straten verder (1999)
- Lili en Marleen (1999) - als Marie-Louise
- Niet voor publikatie (1995) - als verpleegster
- De Kotmadam (1993-2013, 2016, 2018-2019, 2022-2024) - als Mimi Seghaert
- Caravans (1992)
- Alfa Papa Tango (1990-1991) - als Tiene De Vijlder
- De kapersbrief (1989) - als Greet
- Villa des roses (1989) - als Louise Stas (kamermeisje)
- De zoete smaak van goudlikeur (1988) - als Suzie
- De kleine reder (1988) - als moeder Janssen
- Dwaling (1987) - als Pat Brouwers
- Het Pleintje (1986) - als Aurelia Bank
- De Caraïbische Zee (1985) - als Nicole
- De vulgaire geschiedenis van Charelke Dop (1985) - als Leontine
- Tantes (1984)
- Burgemeester van Veurne (1984) - als vestiairedame
- Zware jongens (1984) - als verpleegster
- Willem van Oranje (1984) - als Louise de Coligny
- Geschiedenis mijner jeugd (1983) - als Maria Peinen
- Daar is een mens verdronken (1983)
- Leer om leer (1983) - als Lysette
- Tony (1983) - als Eva
- Transport (1983) - als Helga
- Brussels by Night (1983) - als zuster Alice
- Gloriant (1982) - als Florentijn
- De Paradijsvogels (1979) - als Leentje
- Het gezin van Paemel (1978) - als Romanie
- De beverpels (1978) - als Adelheid Wolff
- Een kamer in de stad (1977) - als Julie
- Yerma (1974)
- De Paradijsvogels (1973) - als maîtresse van Lucifer/Suzanne
- Een vlo in het oor (1973) - als Antoinette

## Toneelstukken
- eenacter in Shirley Valentijn (Willy Russel) vanaf 2006
- poppentheater: Kleine Sofie (regisseur en stem: Moei, De dood) DRAAD-poppentheater
- poppentheater: Een bed op straat (stemmenregie en algemene regie) DRAAD-poppentheater
- Gaston en Leo: Wat een soep, 1990 (Marinelle)

## Films
- Willem van Oranje (1984) als Louise de Coligny
- Zware Jongens (1984) als verpleegster

## Tijdschriften
- Kookrubriek bij Dag Allemaal